# کارل شوآنزر
کارل شوآنزر (زادهٔ ۲۱ مه ۱۹۱۸، درگذشت ۲۰ اوت ۱۹۷۵ در وین) یک معمار اتریشی و از چهره‌های مهم معماری پس از جنگ بود.

## زندگی
شوآنزر، در دانشگاه فنی وین تحصیل کرد و در ۱۹۴۱ توانست دکتری خود را دریافت کند. او از ۱۹۴۷ تا ۱۹۵۱ در آکادمی هنرهای کاربردی در وین تدریس می‌کرد. در ۱۹۵۹ او توانست به درجهٔ استاد تمامی در دانشگاه فنی وین برسد. او همچنین به عنوان استاد مدعو در دانشگاه فنی دارمشتات و دانشگاه ملک سعود تدریس می‌کرد.